# Хант, Сэм
Сэм Хант (англ. Sam Lowry Hunt, род. 8 декабря 1984) — американский кантри музыкант, певец, композитор.
Его дебютный альбом Montevallo был сертифицирован в золотом статусе RIAA, и включал три платиновых сингла чарттоппера Hot Country Songs — «Leave the Night On», «Take Your Time» и «House Party». Эти три сингла сделали Ханта первым кантри-музыкантом, у которого все синглы с его дебютного альбома вошли в top-40 Billboard Hot 100, а также вторым мужчиной-солистом в эру SoundScan, которому удалось лидировать в Top Country Albums и Hot Country Songs будучи новым артистом со своим первым альбомом. Лид-сингл с этого альбома, «Leave the Night On» возглавлял оба хит-парада песен стиля кантри (Hot Country Songs и Country Airplay), что сделало Ханта первым исполнителем за 22 года которому удалось лидировать во всех трёх кантри-чартах одновременно впервые после Billy Ray Cyrus.
7 декабря 2015 года был номинирован на премию Грэмми-2016 в категории Лучший новый артист.

## Биография
Родился в городе Сидартаун, округ Полк, штат Джорджия, США. Был первым ребёнком из трёх, родившихся у Аллена и Джоан Хантов, агента по страховке и учительницы, соответственно.
10 сентября 2016 года Сэм Хант стал первым с 1990 года певцом (и 4-м с учётом групп), у которого первые места в радиоэфирном кантри-чарте Country Airplay (запущенным с 1990) занимали 4 сингла с дебютного альбома. Это синглы с диска Montevallo: «Leave the Night On» (15 ноября 2014), «Take Your Time» с элементами хип-хопа (2 мая 2015), «House Party» (12 сентября 2015) и «Make You Miss Me» (10 сентября 2016). Кроме того, был ещё сингл «Break Up in a Small Town», достигший позиции № 2 (13 февраля 2016). Ранее, по 4 чарттоппера с дебютного альбома имели группа Florida Georgia Line с диска Here's to the Good Times (2012-14: «Cruise» «Get Your Shine on» «Round Here» and «Stay»), группа Zac Brown Band с диска The Foundation (2008-09: «Chicken Fried» «Toes» «Highway 20 Ride» и «Free») и группа Brooks & Dunn с диска Brand New Man (1991-92: титульная песня, «My Next Broken Heart» «Neon Moon» и «Boot Scootin' Boogie»). В 2017 году сингл «Body Like a Back Road» стал пятым чарттоппером в кантри-чарте US Hot Country.

## Награды и номинации

### Academy of Country Music Awards
| Год  | Номинируемая работа | Категория                 | Результат |
| ---- | ------------------- | ------------------------- | --------- |
| 2015 | Сэм Хант            | New Artist of the Year    | Номинация |
| 2016 | Montevallo          | Album of the Year         | Номинация |
| 2016 | «Take Your Time»    | Single Record of the Year | Номинация |
| 2018 | Сэм Хант            | Gene Weed Milestone Award | Победа    |

### American Country Countdown Awards
| Год  | Номинируемая работа | Категория                     | Результат |
| ---- | ------------------- | ----------------------------- | --------- |
| 2016 | Сэм Хант            | Artist of the Year            | Номинация |
| 2016 | Сэм Хант            | Male Vocalist of the Year     | Номинация |
| 2016 | Сэм Хант            | Breakthrough Male of the Year | Победа    |
| 2016 | Montevallo          | Album of the Year             | Номинация |
| 2016 | Montevallo          | Digital Album of the Year     | Победа    |

### American Music Awards
| Год  | Номинируемая работа     | Категория                      | Результат |
| ---- | ----------------------- | ------------------------------ | --------- |
| 2015 | Сэм Хант                | New Artist of The Year         | Победа    |
| 2015 | Сэм Хант                | Favorite Male Artist — Country | Номинация |
| 2015 | Montevallo              | Favorite Album — Country       | Номинация |
| 2017 | Himself                 | Favorite Male Artist — Country | Номинация |
| 2017 | «Body Like a Back Road» | Favorite Song — Country        | Номинация |

### ASCAP Country Music Awards
| Год  | Номинируемая работа | Категория                     | Результат |
| ---- | ------------------- | ----------------------------- | --------- |
| 2015 | Сэм Хант            | Songwriter-artist of the Year | Победа    |

### BillboardMusic Awards
| Год  | Номинируемая работа        | Категория          | Результат |
| ---- | -------------------------- | ------------------ | --------- |
| 2015 | «Leave the Night On»       | Top Country Song   | Номинация |
| 2016 | Сэм Хант                   | Top Country Artist | Номинация |
| 2016 | Montevallo                 | Top Country Album  | Номинация |
| 2016 | «Break Up in a Small Town» | Top Country Song   | Номинация |
| 2016 | «Take Your Time»           | Top Country Song   | Номинация |

### Country Music Association Awards
| Год  | Номинируемая работа | Категория              | Результат |
| ---- | ------------------- | ---------------------- | --------- |
| 2015 | «Take Your Time»    | Single of the Year     | Номинация |
| 2015 | «Take Your Time»    | Song of the Year       | Номинация |
| 2015 | Himself             | New Artist of the Year | Номинация |

### CMT Music Awards
| Год  | Номинируемая работа  | Категория                      | Результат |
| ---- | -------------------- | ------------------------------ | --------- |
| 2015 | «Leave the Night On» | Breakthrough Video of the Year | Победа    |
| 2015 | «Leave the Night On» | Video of the Year              | Номинация |

### Grammy Award
| Год  | Номинируемая работа     | Категория                                                                | Результат |
| ---- | ----------------------- | ------------------------------------------------------------------------ | --------- |
| 2016 | Сэм Хант                | Лучший новый исполнитель                                                 | Номинация |
| 2016 | Montevallo              | Лучший кантри-альбом                                                     | Номинация |
| 2018 | «Body Like a Back Road» | Best Country Solo Performance                                            | Номинация |
| 2018 | «Body Like a Back Road» | Best Country Song (вместе с Zach Crowell, Shane McAnally и Josh Osborne) | Номинация |

### Music Biz Awards
| Год  | Номинируемая работа | Категория           | Результат |
| ---- | ------------------- | ------------------- | --------- |
| 2016 | Сэм Хант            | Breakthrough Artist | Победа    |

### People's Choice Awards
| Год  | Номинируемая работа | Категория                    | Результат |
| ---- | ------------------- | ---------------------------- | --------- |
| 2017 | Сэм Хант            | Favorite Male Country Artist | Номинация |

### Taste of Country Music Awards
| Год  | Номинируемая работа | Категория              | Результат |
| ---- | ------------------- | ---------------------- | --------- |
| 2015 | Сэм Хант            | New Artist of the Year | Победа    |

### Teen Choice Awards
| Год  | Номинируемая работа     | Категория                | Результат |
| ---- | ----------------------- | ------------------------ | --------- |
| 2015 | «Take Your Time»        | Choice Country Song      | Номинация |
| 2016 | Сэм Хант                | Choice Country Artist    | Номинация |
| 2016 | «Make You Miss Me»      | Choice Country Song      | Номинация |
| 2017 | Сэм Хант                | Choice Country Artist    | Номинация |
| 2017 | «Body Like a Back Road» | Choice Song: Male Artist | Номинация |
| 2017 | «Body Like a Back Road» | Choice Country Song      | Победа    |
| 2017 | 15 in a 30 Tour         | Choice Summer Tour       | Номинация |

## Дискография

### Студийные альбомы
| Название   | Детали                                                                              | Высшая позиция в чарте | Высшая позиция в чарте | Высшая позиция в чарте | Высшая позиция в чарте | Высшая позиция в чарте | Сертификации            | Продажи                    |
| Название   | Детали                                                                              | US                     | US Country             | BEL (FL)               | CAN                    | NLD                    | Сертификации            | Продажи                    |
| ---------- | ----------------------------------------------------------------------------------- | ---------------------- | ---------------------- | ---------------------- | ---------------------- | ---------------------- | ----------------------- | -------------------------- |
| Montevallo | - Дата выхода: 27 октября 2014 - Лйбл: MCA Nashville - Формат: CD, digital download | 3                      | 1                      | 167                    | 2                      | 60                     | - RIAA: Gold - MC: Gold | - US: 864,400 - CAN: 5,300 |

### Синглы
| Сингл                      | Год  | Высшая позиция в чарте | Высшая позиция в чарте | Высшая позиция в чарте | Высшая позиция в чарте | Высшая позиция в чарте | Высшая позиция в чарте | Высшая позиция в чарте | Высшая позиция в чарте | Высшая позиция в чарте | Высшая позиция в чарте | Продажи         | Сертификации                                               | Album      |
| Сингл                      | Год  | US                     | US Hot Country         | US Country Airplay     | US AC                  | US Adult Pop           | BEL (FL)               | CAN                    | CAN Country            | ITA                    | NLD                    | Продажи         | Сертификации                                               | Album      |
| -------------------------- | ---- | ---------------------- | ---------------------- | ---------------------- | ---------------------- | ---------------------- | ---------------------- | ---------------------- | ---------------------- | ---------------------- | ---------------------- | --------------- | ---------------------------------------------------------- | ---------- |
| «Raised on It»             | 2013 | —                      | 49                     | 41                     | —                      | —                      | —                      | —                      | —                      | —                      | —                      | - US: 94,000    |                                                            | Montevallo |
| «Leave the Night On»       | 2014 | 30                     | 1                      | 1                      | —                      | —                      | —                      | 54                     | 1                      | —                      | —                      | - US: 1,002,000 | - RIAA: 2× Платиновый - MC: Золотой                        | Montevallo |
| «Take Your Time»           | 2014 | 20                     | 1                      | 1                      | 13                     | 12                     | 21                     | 28                     | 2                      | 13                     | 10                     | - US: 2,001,000 | - RIAA: 3× Платиновый - FIMI: Platinum - MC: 3× Платиновый | Montevallo |
| «House Party»              | 2015 | 26                     | 1                      | 1                      | —                      | —                      | —                      | 34                     | 2                      | —                      | —                      | - US: 1,121,000 | - RIAA: 2× Платиновый - MC: Платиновый                     | Montevallo |
| «Break Up in a Small Town» | 2015 | 29                     | 2                      | 2                      | —                      | —                      | —                      | 43                     | 3                      | —                      | —                      | - US: 1,230,000 | - RIAA: 2× Платиновый - MC: Платиновый                     | Montevallo |
| «Make You Miss Me»         | 2016 | 45                     | 2                      | 1                      | —                      | —                      | —                      | 67                     | 2                      | —                      | —                      | - US: 708,000   | - RIAA: Платиновый                                         | Montevallo |
| «Body Like a Back Road»    | 2017 | 6                      | 1                      | 1                      | —                      | 28                     | —                      | 18                     | 1                      | —                      | —                      | - US: 805,000   |                                                            | TBA        |
| «—» неучастие в чарте.     |      |                        |                        |                        |                        |                        |                        |                        |                        |                        |                        |                 |                                                            |            |

### Музыкальное видео
| Видео                      | Год  | Режиссёры                     |
| -------------------------- | ---- | ----------------------------- |
| «Raised on It»             | 2013 | Brad Belanger                 |
| «Leave the Night On»       | 2014 | Brad Belanger, Sam Hunt       |
| «House Party» (version 1)  | 2014 | Brad Belanger, Steven Worster |
| «Take Your Time»           | 2015 | Tim Mattia                    |
| «House Party» (version 2)  | 2015 | Justin Key, Steven Worster    |
| «Break Up in a Small Town» | 2015 | Tim Mattia                    |

### Комментарии
1. ↑  "Raised on It" was released as an independent single in 2013, but was later included on Montevallo.